# Provincia de Samaná
Samaná es una de las 32 provincias de la República Dominicana y se encuentra en el noreste del país, ocupando completamente la Península de Samaná. Su capital es la ciudad de Santa Bárbara de Samaná, usualmente llamada solo Samaná.

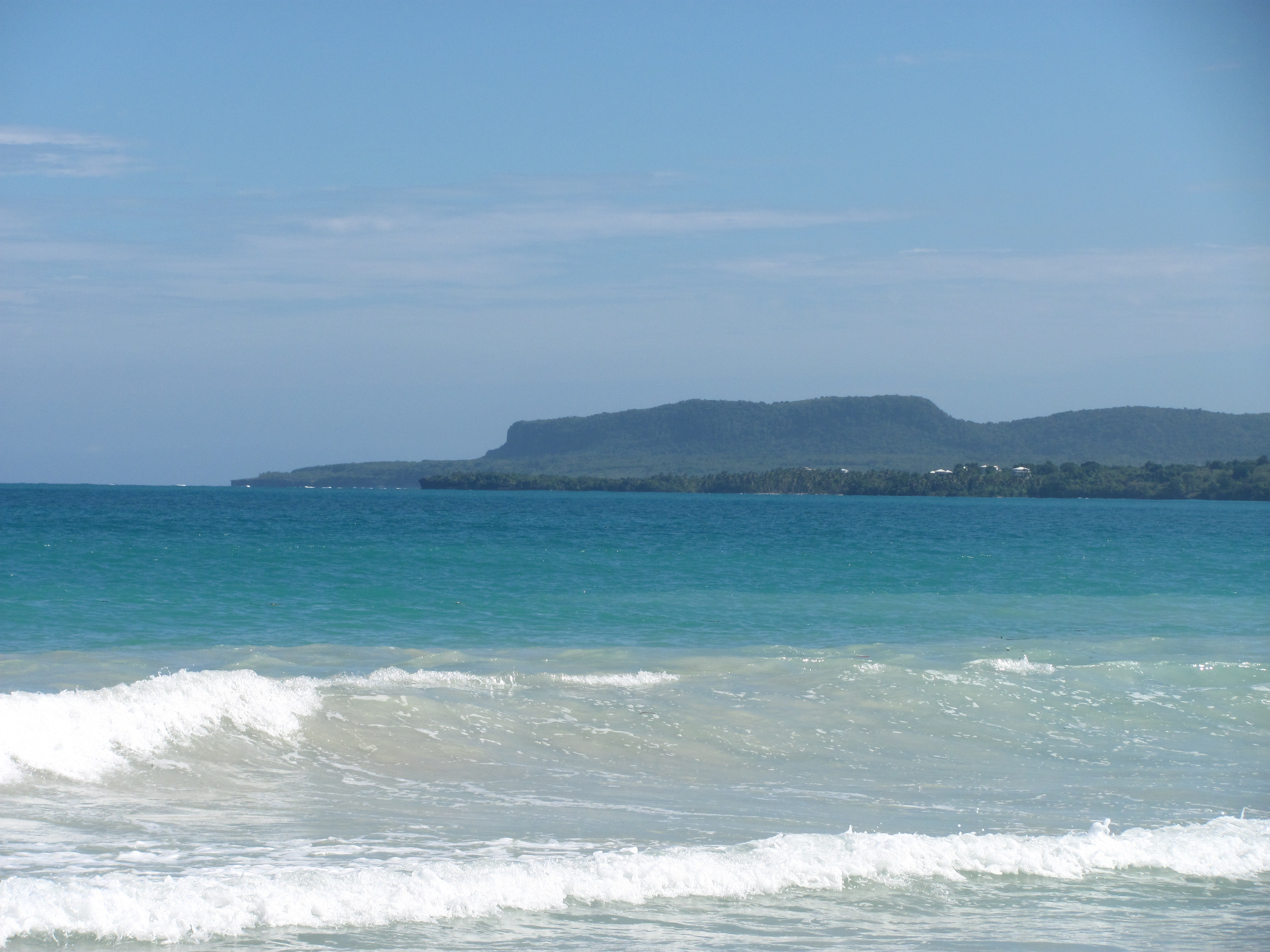
El Cabo de Samaná, al extremo este de la península

Fue creada el 4 de junio de 1867, como Distrito Marítimo. La constitución de 1907 -efectiva en 1908- la convierte en provincia al eliminar la categoría de Distrito Marítimo.

## Límites
El océano Atlántico bordea la península y la provincia por el norte y el este. Limita al sur con la bahía de Samaná y la provincia Monte Plata en el suroeste y al oeste por las provincias Duarte y María Trinidad Sánchez.

## Toponimia
El nombre de Samaná, escrito siglos atrás como Xamaná, es el nombre taíno de la región.

## Historia
El territorio de la provincia fue visitado por Cristóbal Colón en enero de 1493, durante su primer viaje a las Américas. En esa época, Samaná estaba ocupada por pobladores ciguayos y ocurrió el primer encuentro hostil entre europeos y nativos. Durante los siglos XVI y XVII (e inicios del XVIII), Samaná estuvo prácticamente deshabitado; apenas vivían algunos "cimarrones" (esclavos escapados) y algunos pobladores europeos que intentaban colonizar la región. Entre los europeos, los que más frecuentaban la zona eran ingleses y, principalmente, franceses. Las playas eran usadas para reparar y limpiar ("carenar") los cascos de embarcaciones inglesas y francesas; también eran carenadas aquí las embarcaciones de bucaneros y filibusteros. "Carenero" sigue siendo un topónimo en Samaná.
Cada cierto tiempo, pero no de manera continua, las autoridades coloniales españolas hacían expediciones para desalojar a los franceses que intentaban ocupar la región. Incluso llegó a mantener dos galeras en el Cayo Galeras, frente al actual poblado Las Galeras. En 1756, se fundó la ciudad de Santa Bárbara de Samaná, con familias provenientes de las Islas Canarias, en el lugar llamado Carenero Grande. El poblado se organizó como Parroquia del Partido de La Vega, dentro de la división territorial que tenía entonces el Santo Domingo Español. 
Su nombre Samaná proviene del taíno, escrito como Xamaná por los primeros Cronistas de Indias. Aún hoy el significado de dicha palabra no está del todo claro pero, según Alberti, es la palabra de origen fenicio que significa Lugar donde arribo el jefe cartaginés Zammna.
El pueblo marítimo de Samaná fue fundado en 1756 por familias españolas y en 1802 fue invadido por la flota francesa de Napoleón Bonaparte con instrucciones de que fuese la capital de la colonia, con el nombre de Ciudad Napoleón.
Cuando el Santo Domingo Español pasó, por el Tratado de Basilea, al dominio francés, el gobernador francés Ferrand trató de desarrollar la región de Samaná, instalando colonos franceses que escapaban de la revolución en Haití, incluyendo a la familia de Théodore Chassériau. Estos colonos se dedicaron al corte de maderas preciosas para la exportación y al cultivo de café. La toponimia de Samaná todavía conserva algunos de los apellidos de esas familias: Tesón ("Tessón"), Anadel ("Arrendel"), Clará ("Clarac"); o de palabras francesas, como Las Terrenas ("La terrienne", la terrateniente). 
Con la Reconquista, Samaná pasó a ser parte del Partido del Este, junto con Bayaguana, Monte Plata, Boyá y Sabana de la Mar, con El Seibo como cabecera de partido. La ocupación haitiana (1822-1844) trajo una nueva división política y Samaná quedó como Común del Departamento del Cibao. 
Samaná, fue fundada el 4 de junio de 1867 como Distrito turístico. Su nombre se origina en el Cacicazgo Samaná, la identidad indígena de la región. Tiene una superficie de 853,74 km. cuadrados y una población de más de 95.000 personas. La ciudad Santa Bárbara Samaná, es la capital de la provincia Samaná. Está limitada al Norte y Este por el Océano Atlántico, al Sur por la Bahía de Samaná y la provincia Monte Plata y al Oeste por las provincias Duarte y María Trinidad Sánchez.
Samaná, es uno de los principales polos turísticos de República Dominicana. Durante toda la Primera República (1844-1861), Samaná fue una Común de la provincia El Seibo. Con la Anexión a España, Samaná fue separado de El Seibo y pasó a ser Gobierno, similar a las actuales provincias. La Restauración restableció la anterior división territorial y Samaná volvió a ser común de El Seibo. 
La Constitución de 1865 creó el Distrito Marítimo de Samaná, con gobierno militar, que luego pasó a ser la provincia de Samaná por la Constitución de 1907 que dejó de reconocer a los distritos marítimos como categoría territorial. 
El presidente Báez fue el principal protagonista en los intentos de anexar su país a los Estados Unidos. Le propuso a William Seward, Secretario de Estado estadounidense, vender la bahía de Samaná por 1 000 000,00 de pesos oro y 100 000,00 en armas.
El primer Barco de carga en Samana se llamaba Babi Evan transportaba desde Samana a Sánchez porque no había Carretera su capitán fue Emilio Bodden Año 1925.
En 1933, Se regulan las instalaciones eléctricas por la generadora de energía Ede-norte, y los exámenes que se deben recibir los electricistas, para poder ejercer su profesión. Se aprueba mediante la resolución 434 el contrato entre el ayuntamiento y la Común de Santa Bárbara de Samaná. Se instala en Azua de Compostela un generador de 15 kW
El territorio de la provincia ha cambiado mucho durante su existencia, aunque siempre ha pertenecido a ella toda la península. Cuando se creó abarcaba ambos lados de la Bahía de Samaná, pero luego en 1938 Sabana de la Mar pasó a ser de la provincia de El Seibo.                                                                                                          
El 14 de octubre de 1946, un incendio devastó a la ciudad Santa Bárbara de Samaná. Una crónica de la época da cuenta de que las llamas destruyeron casi todas las viviendas. 
En la época casi todas las casas de Samaná eran construcciones de madera y zinc.
Para atender la emergencia ocasionada por el incendio el gobierno departamental, en cabeza del entonces Gobernador de Caldas, José Jaramillo Montoya, expidió el decreto 566 por medio del cual nombraba oficialmente una Junta de Reconstrucción, y se disponía de unos recursos con destino al municipio. Mediante acuerdo 248 del 6 de agosto de 1946, la Junta de Gobierno dispuso de una partida de 25.000 pesos para auxiliar a los damnificados. Por su parte, el Gobierno Nacional, mediante la Ley 15 del 28 de octubre del mismo año  dispuso de una partida de 250.000 pesos para la construcción de vivienda con destino a las familias damnificadas. En la misma ley se apropiaron cien mil pesos con destino a la reconstrucción de la iglesia, y setenta mil para repartir entre familias de escasos recursos. Una comisión integrada por el gobernador del departamento, el presidente del concejo y dos ciudadanos designados por el presidente de la República fue la encargada de repartir los auxilios nacionales.
El padre Gabriel Henao Betancourth aparece ante la historia como el alma de la reconstrucción de Samaná. Fue él, con su espíritu cívico, quien se puso al frente de las actividades para recaudar dinero y, así, auxiliar a las familias que lo habían perdido todo en el incendio. En momentos en que la gente, desesperada, pensaba en abandonar el poblado, el sacerdote enarboló con firmeza la bandera de la reconstrucción, impidiendo un desplazamiento masivo. Con su palabra infundió a los feligreses el entusiasmo necesario para levantarse de las cenizas. En el sermón que dirigió a los pobladores el lunes siguiente en el entierro de la señora  Carmelita  Zuluaga  de  Delgado,  que fue una expresión de dolor colectivo, fue enfático en  afirmar que él sería el último en salir de Samaná. Convencidos de que era necesario sacar fuerzas para sobreponerse a la tragedia, los damnificados emprendieron entonces los trabajos para levantar de nuevo el pueblo, que había quedado destruido en un 80%. La angustia de los primeros días se convirtió, así, en el motor que daría vida a un nuevo Samaná.
Luego en 1950 ocupaba toda la costa noreste, hasta Cabrera y Río San Juan.
Cuando en 1958 se creó la provincia Julia Molina (actual María Trinidad Sánchez), a Samaná se le quitó la mayor parte de su territorio. La última reducción fue hecha en 1959 cuando se le segregó Trujillo del Yuna (actual Agua Santa del Yuna) para pasarlo al municipio de Villa Riva de la provincia Duarte.
Coco Bahía fue fundada por Amauri Hernández y su hermano Juan Carlos en el año 1998. Nació como una empresa comercializadora de coco, el producto de mayor producción en la zona costera de Samaná, en la República Dominicana, Fábrica ubicada en la calle Francisco del rosario Sánchez Frente a la Bomba ESSO la cual fue destruida y luego se construyó la extensión  universidad Autónoma de Santo Domingo UASD conjunto en el politécnico de Samaná.
La Bahía de Samaná forma parte del Santuario de Mamíferos Marinos de la República Dominicana, con en propósito de proteger a las ballenas y los delfines que visitan sus aguas.

## División administrativa
La provincia se encuentra dividida en tres municipios y tres distritos municipales.
Los municipios son:
- Santa Bárbara de Samaná, municipio cabecera
- Las Terrenas
- Sánchez

Los distritos municipales son:
- Arroyo Barril
- El Limón
- Las Galeras

## Población
Según el Censo Nacional de Población y Vivienda de 2022 en República Dominicana, la población de la provincia Samaná era de 114 468 personas: 57 245 hombres y 57 223 mujeres. El 39.0%  de la población dijo ser mulato o moreno, 39.0% se autopercibió como indio o mestizo, 8.5% dijo ser de etnia negra, 13.1% se definió  blanco y 0.4% dijo ser de origen asiático.

## Idiomas
En la provincia de Samaná se hablan diversos idiomas, aunque el idioma principal y mayoritario es el Español. Esta región es multi-lingüística y multi-dialectal, por lo que es importante mencionar los idiomas minoritarios más hablados en Samaná. Estos son; el Francés (que es hablado por las comunidades expatriadas de origen francófonas, principalmente en las Las Terrenas), el Italiano y el Inglés (que es hablado principalmente por los turistas/ residentes de origen Americano y Canadiense y también por la minoría nativa de la provincia que habla el Inglés de Samaná). 
Obviamente existen otras comunidades que hablan creole haitiano, alemán, ruso, neerlandés, entre otros...
A pesar de toda esta diversidad lingüística, el español es en todos los aspectos el idioma principal y esencial para la vida cotidiana y en cierta forma es la lingua franca entre las diferentes comunidades lingüísticas.

## Relieve
Prácticamente toda la provincia es ocupada por la sierra de Samaná; solamente al oeste de Sánchez se encuentran terrenos llanos, gran parte ocupada por el Gran Estero. La sierra de Samaná llega hasta la costa, excepto en algunos lugares donde hay playas de interés turístico. La montaña más alta de la sierra de Samaná (y de la provincia) se encuentra en la porción oriental y se llama La Meseta, con 650 metros de altitud.

## Clima
Su clima es tropical húmedo de bosque, con una temperatura promedio anual de 25,9 grados Celsius. La precipitación anual en la sierra de Samaná es mayor de 2000 milímetros.

## Recursos hídricos
Hay numerosos ríos y arroyos pero todos son de corto recorrido. En esta provincia se encuentra la parte final del Río Yuna, que desemboca en el extremo occidental de la Bahía de Samaná.

## Economía
La agricultura es muy limitada; es el principal productor de coco del país pero la demanda por dicho producto ha ido disminuyendo. También la pesca se ha ido reduciendo con el tiempo al aumentar los sedimentos en la Bahía de Samaná aportados por el Río Yuna. Hay una pequeña actividad minera, produciendo mármol. El turismo se está convirtiendo en la principal actividad económica de la provincia.

## Turismo
Aunque Samaná es uno de los principales polos turísticos del país, todavía no ha podido desarrollar todo el potencial que tiene con sus numerosas playas. Durante el invierno y principio de primavera, la actividad de observación de las ballenas jorobadas se está convirtiendo cada vez más en una actividad de generación importante de ingresos para la provincia una de sus principales playas y una de las más visitadas es Playa Rincón.

## Santuario Natural de Especies Marinas
Un gran espectáculo de la naturaleza se repite cada año en República Dominicana. Miles de ballenas jorobadas, también llamadas yubartas, acuden desde mediados de enero a finales de marzo a las cálidas aguas de la bahía de Samaná, al norte de país, para aparearse o tener a sus crías. Es la ocasión para poder avistar a estas maravillosas criaturas en su hábitat natural y disfrutar de una atracción turística única en el Caribe.
Las ballenas realizan un viaje de miles de kilómetros desde los mares de Islandia, Groenlandia y América del Norte para terminar su periplo en la bahía de Samaná. Es sorprendente la desenvoltura de estos voluminosos animales, que pueden pesar 40 toneladas, saltando sobre las olas y dejándose desplomar a continuación sobre ellas. Así se comportan los machos para despertar el interés de las hembras, mientras emiten unos característicos sonidos que pueden escucharse en un radio de 30 kilómetros a la redonda bajo el agua.
Entre 11 y 12 meses después de aparearse, las ballenas regresan a estas mismas aguas para dar a luz a sus crías. Los ballenatos, que pesan una tonelada al nacer, ofrecen la imagen más tierna nadando y jugando alrededor de sus progenitoras. Cada día ingieren 200 litros de leche materna y ganan alrededor de 45 kilos. Es importante que estas crías se fortalezcan con rapidez para estar en condiciones de afrontar la exigente travesía hacia las aguas más frías del hemisferio norte.
Banco de Plata, en Samaná, está reconocido desde el año 1986 como Santuario de los Mamíferos Marinos, un espacio consagrado por el Gobierno dominicano a la protección de estos animales y considerado además entre los mejores lugares del mundo para la observación de la especie de las ballenas jorobadas. Estos gigantes marinos, capaces de permanecer bajo el agua hasta 40 minutos, emergen majestuosos a la superficie del Atlántico en su santuario de Samaná. Es fácil comprender que la excursión de avistamiento de las ballenas jorobadas sea la atracción turística estrella de la temporada.

## Estructuras importantes
Los Puentes de Samaná fueron Diseñados por el arquitecto italiano Guillimo Bertalleri, a finales de la década de los 60. Dos son los Puentes de Samaná que comunican a tierra firme con los cayos Linares y Vigía, frente a este pintoresco pueblo, que durante décadas han sido uno de los emblemas en el paisaje de esta provincia ubicada al noreste de la isla.
A finales de la década de los 60, durante los primeros doce años del gobierno de Joaquín Balaguer, fueron construidos estos dos puentes peatonales, como parte de los trabajos de mejoramiento de las vías de comunicación e infraestructura turística de la provincia.
Diseñados por el arquitecto italiano Guillimo Bertalleri, fueron ejecutados por la Secretaría de Estado de Obras Públicas y Comunicaciones de ese entonces, a un costo total de RD$784 655,04. El puente que comunica tierra firme cayo Linares, de 90 metros de largo, tuvo un costo de RD$147 303,87; mientras que el puente Vigía-Linares, de unos 550 metros de largo, tuvo un costo de RD$637 351,17.

## Cultura
Las vitrinas de las pasteleras exhiben bollos de leche con canela, brownies de chocolate, panes de batata y mantequilla. Llegaron aquí grupos procedentes también de las islas inglesas como Nevis y Saint Kitts, que con el tiempo han sellado la ciudad de Samaná de una lengua que dicen cocola. En el barrio de la Iglesia evangélica, cuando los fieles están en oración, se oyen cantos de salmos a ritmo de góspel, en inglés y en español. La Iglesia metodista Wesleyana es una joya arquitectónica de construcción victoriana “gingerbread”, de encajes de madera, en el borde de su techo y campanario de cuatro persianas, con flecha y cruz santa en la cima. La comida como parte de la cultura de los pueblos alcanza relevantes signos de identidad en Samaná.
Según afirma Curiel: “Los platos al coco, por ser Samaná el mayor productor de este fruto del país, son los que representan la cocina samanense. A los visitantes les fascina esta exquisitez créole, y piden su “pescado al coco y arroz al coco. También, los famosos Johnnycakes, pan inglés, pan de yautía, que forman parte de la cultura de los negros libertos que emigraron a la península. Otras opciones son los mariscos, en lo que se esmera un restaurante chino ubicado en Samaná”.

## Música
Dentro de las riquezas folclóricas de Samaná existe un baile de pareja que, como danza africana, originalmente era fuertemente erótico y altamente sexual: El Bamboulá, también conocido como Baboulá y Baubolé, y otras versiones diferentes del mismo nombre. Bamboulá quería decir “ese bambú”, porque se tocaba sobre una sección de Bambú sostenida sobre dos tijeretas de madera. En Samaná su interpretación lleva los instrumentos siguientes: un palo o atabal, acostado en el suelo, tañido por un músico sentado a horcajadas sobre el mismo, que usa sus dos manos y un talón desnudo para tocar; mientras otro músico sentado en la parte posterior del mismo golpea la madera del cuerpo del tambor con los palos catá.
Se acompaña este atabal con el timbal que es un tambor bimembranoforno, hecho generalmente con un barril de clavos y pieles de chivo, que se cuelga del cuello del tañedor; mientras otro músico adicional golpea la barriga del tambor también con los palos catá. El bambulá tiene momentos sofisticados y su coreografía evoca las danzas cortesanas del siglo XVIII. Esta manifestación es cantada en créole, con danzas de salón en grupo, dirigidas por up una reina de la fiesta o bastonera, quien con una bandera o bastón es quien da los mandos.
Intervienen cuantas parejas deseen, las cuales se colocan formando un gran círculo. El bambulá se practica en La Aguada, Tessón y Anadel, entre otras comunidades. En la historia de esta tradición se destaca el nombre de Bertilia Peña. Esta mujer nació en la sección de Tessón, hoy Acosta, en el año 1885. Por más de 70 años influyó en la península, siendo ejemplo para muchos folcloristas nacionales y extranjeros, que gracias a sus conocimientos y habilidades se educaron con su repertorio y triunfalmente han recorrido numerosos escenarios de todo el mundo.

## La Fiesta de La Cosecha
En la Chorcha, la hermosa iglesia cristiana que es símbolo de Samaná, se realiza cada año la Fiesta de la Cosecha, cuando los fieles, con sus ofrendas en las manos (frutos agrícolas, animales domésticos, etc.), salen en precesión por las calles de la ciudad de Samaná, cantando con sus bandas de música, para culminar depositándolas en el altar de la iglesia. Al otro día, las subastan y el dinero se destina a obras de bien social y religioso.

## Las fiestas patronales de Samaná
Las fiestas patronales de la ciudad de Samaná se realizan el 4 de diciembre en honor a Santa Bárbara. Otras comunidades tienen sus fiestas tradicionales, a las que llaman novenas, en honor a San Miguel, San Rafael, San Antonio. Nuestra Señora de la Altagracia y Santa Ana Elisa, que es una de las más populares. Estas festividades tienen como base los atabales y las creencias mágico-religiosas, según explican Dagoberto Tejeda, Iván Domínguez, y José Castillo en el Calendario folclórico dominicano. El 21 de enero se celebra en la sección Acosta, paraje Tessón, la fiesta a la Virgen de la Altagracia, cuya novena comienza el día 12 y culmina en la lecha indicada con misas, rezos, cantos, peticiones y aclamaciones, entre salves y atabales.
Los autores señalados precisan que una de las festividades más antiguas, de más alcance nacional en la religiosidad popular y con mayores niveles de sincretismos, es la que se realiza en honor al Espíritu Santo, que se celebra el 18 de junio en la comunidad de Los Cacaos. Los días 23 y 24 de octubre en La Aguada, se realizan las festividades patronales de San Rafael. En esta localidad se celebraban las fiestas de Bamboulá con cantos, rezos e invocaciones en honor al santo: el punto de congregación principal siempre fue la enramada de doña Vertilia Peña.
Desde los años 90 han surgido otras fiestas patronales en varias comunidades, las cuales tienen un alto componente comercial.

## Lugares turísticos
Samaná tiene un gran número de lugares de interés, tales como:
- Las Terrenas.
- Cayo Levantado.
- Salto El Limón.
- Parque Nacional Los Haitises.
- Las Galeras.
- Playa Frontón.
- Playa Madama.
- Playa El Valle.
- Playa Morón.
- Playa Rincón.
- Playa Coson.
- Playa Bonita.
- Playa Las Galeras.
- Bulevar Turístico del Atlántico.